# Сербутовський Андрій Андрійович
Андрій Андрійович Сербуто́вський (18 серпня 1923, Полтава — 29 жовтня 2006, Полтава) — український живописець; член Спілки радянських художників України з 1962 року. Заслужений художник України з 1993 року; лауреат Полтавської обласної премії імені Панаса Мирного за 2004 рік.

## Життєпис
Народився 18 серпня 1923 у місті Полтаві (нині Україна). Навчався у дитячій студії образотворчого мистецтва при міському Будинку піонерів.
Був учасником бойових дій під час німецько-радянської війни з листопада 1943 по травень 1945 року. Мав військове звання сержанта, обіймав посаду командира стрілецького відділення. Брав участь у битві за Дніпро. Нагороджений орденами Червоної Зірки (3 грудня 1943), Вітчизняної війни I ступеня (6 листопада 1985), медаллю «За перемогу над Німеччиною» (9 травня 1945).
Після війни повенувся до Полтави. 26 січня 1948 року зарахований до художньої майстерні Полтавського міськпромкомбінату на посаду художника. Мешкав у Полтаві в будинку на вулиці Жовтневій, № 26/14, квартира № 62. Помер 29 жовтня 2006 року. Похований на Центральному міському кладовищі у селі Розсошенцях.

## Творчість
Працював у галузі станкового живопису жанрах портрета, натюрморту, тематичної картини, пейзажу. Серед робіт:
- «Колгоспна птахоферма» (1952);
- «Портрет майстра відмінної якості столяра М. Л. Крючка» (1953);
- «Портрет доярки О. О. Теслі» (1955);
- «Полудень у степу» (1956)[1];
- «На будівництві» (1961);
- «Біля альтанки» (1962)[1];
- «Реліквії бойової слави» (1967);
- «Гуси» (1967);
- «Нескорена полтавчанка» (1968);
- «Сільська рада» (1976);
- «Ранок» (1978);
- «Пошта прийшла» (1980);
- «З минулого» (1982);
- «Рибалка. (Піщані бички)» (1982);
- «Зимові турботи» (1986);
- «Літо» (1990);
- «Натюрморт з полуницею» (1991);
- «Глибока осінь» (1992);
- «Портрет дружини»;
- «Подруги (Солдатські вдови)»;
- «Хліба половіють»;

|                       |                 |                          |
| Натюрморт з полуницею | Портрет дружини | Рибалка. (Піщані бички). |

Вперше показав свої роботи на IV обласній виставці самодіяльних художників Полтавщини, присвяченій 30-річчю Української РСР (Полтавський художній музей). Протягом 1950—1957 років узяв участь у 6-ти обласних у Полтаві, 3-х республіканських у Києві художніх виставках. Був експонентом обласної (Полтавський художній музей) та республіканської (Київ) художніх виставок, присвячених 300-річчю возз'єднання України з Росією. Учасник 4-х міжнародних, 1-ї всесоюзної, 14-ти республіканських, 66-х обласних та 11-ти персональних виставок. Перша персональна виставка творів була експонована у Полтавському художньому салоні з 17 вересня до 25 жовтня 1973 року. За кордоном його роботи експонуються  в містах Японії: Кіото, Кітакюсю, Хотіодзи, Геккосо.
Роботи художника знаходяться у Полтавському краєзнавчому музеї, Полтавському художньому музеї, музеях Запоріжжя, Лебедина, Лубен та у приватних зібраннях України і світу.